# 우크라이나 정교회 시게투마르마치에이 대리구

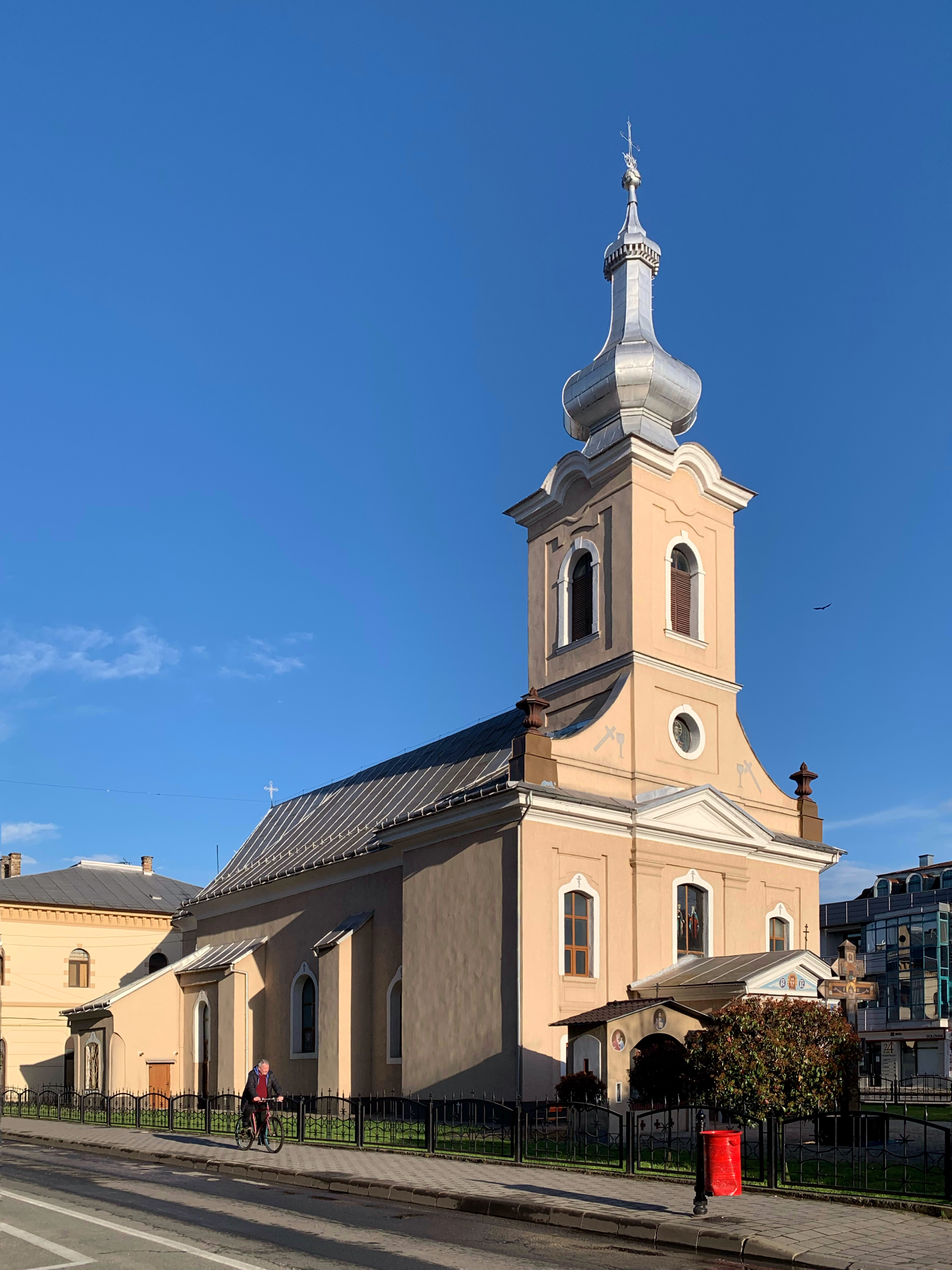
루마니아 시게투마르마치에이에 위치한 우크라이나 정교회 성 십자가 성당

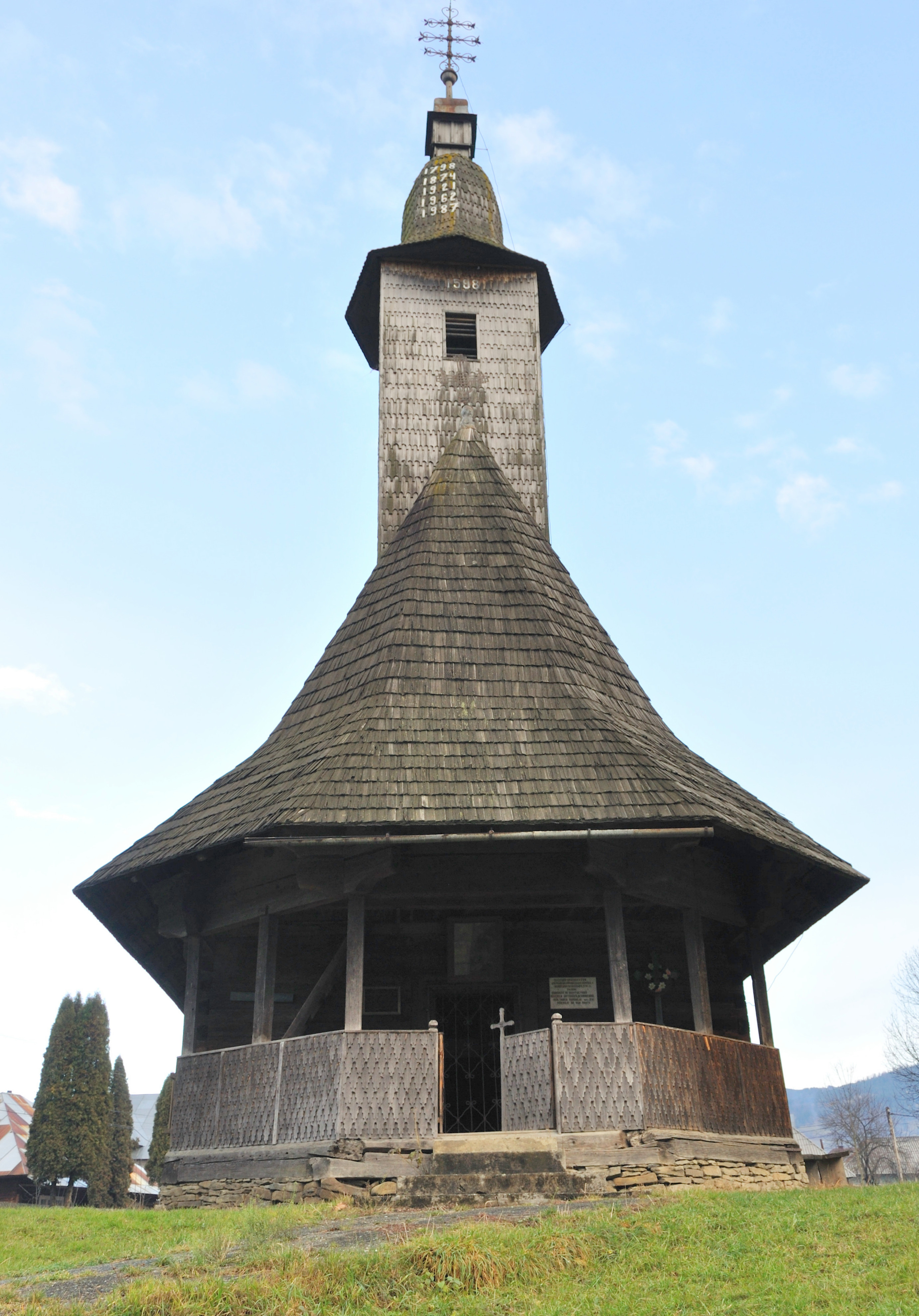
루마니아 포이에닐레데수브문테에 위치한 우크라이나 정교회 목조 교회

우크라이나 정교회 시게투마르마치에이 대리구(루마니아어: Vicariatul Ortodox Ucrainean Sighetu Marmaţiei, 우크라이나어: Православний Український вікаріат у Сиготі)는 루마니아 시게투마르마치에이에 위치한 우크라이나 정교회의 기독교 공동체이다.

## 역사
루마니아에 거류하는 우크라이나인 대부분은 1948년 공산주의 정권 수립 전까지 동방 가톨릭 교회에 속해 있었다. 공산주의 정권 이후 일괄적으로 동방 정교회로 개종한 우크라이나 기독교인은 마라무레슈, 트란실바니아, 크리샤나, 바나트에 있는 교구를 포함하여 시게투마르마치에이에 본부를 둔 대리구에 소속되었다. 1952년 대리구는 우크라이나 대주교구가 되었고 클루지주 교구의 관리를 받았다. 이 교구는 1990년까지 계속 운영되었으며 루마니아 정교회 총대주교청으로부터 매년 재정 지원을 받았다.
1989년 공산당 정권이 붕괴된 후, 다시 시게투마르마치에이와 루고지에 대리구가 다시 설치되었다. 2008년 현재 교회 33개를 보유하고 있고, 성직자 27명, 수도원 1개소, 약 5만3,300명의 신도들이 소속되어 있다. 대리구는 루마니아 정교회가 관할하지만 자치적으로 운영하고 있다. 루마니아 정교회와 달리 율리우스력을 사용하고 있다.

## 같이 보기
- 루마니아 정교회
- 우크라이나 정교회